# Chimarra laguna
Chimarra laguna är en nattsländeart som beskrevs av Ross 1951. Chimarra laguna ingår i släktet Chimarra och familjen stengömmenattsländor. Inga underarter finns listade i Catalogue of Life.